# Yvonne Hagnauer

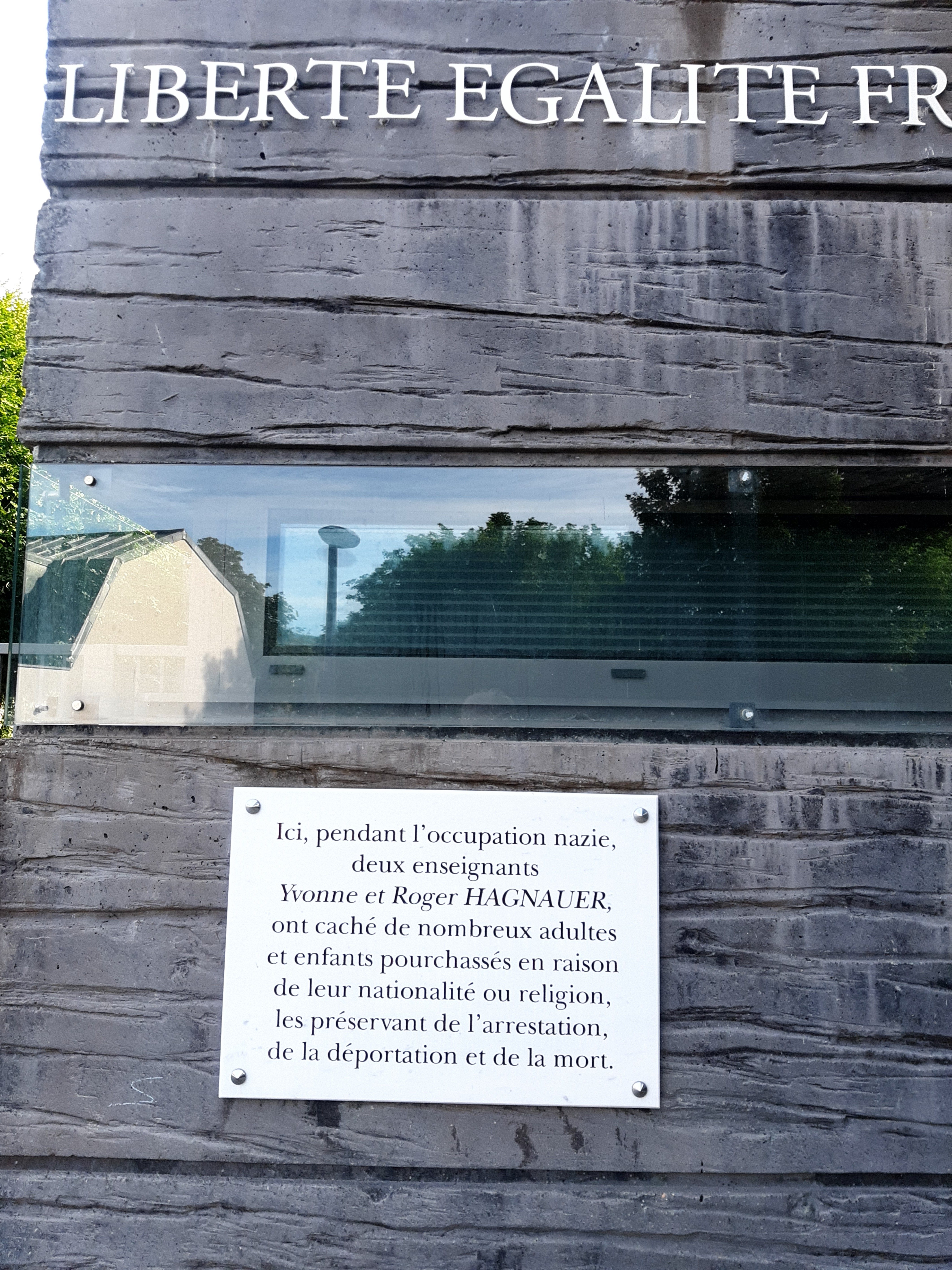
Gedenktafel in der Rue de la Croix-Bosset 14 in Sèvres

Yvonne Hagnauer, auch bekannt als Goéland (Möwe), geboren als Yvonne Eugénie Pauline Even, (* 9. September 1898 in Paris; † 1. November 1985 in Clamart) war eine französische Erzieherin. Sie war eine Gerechte unter den Völkern, die viele Kinder vor der Deportation rettete.

## Leben
Yvonne Even wurde als Tochter einer Familie bretonischer Herkunft geboren, die sich in der Pariser Vorstadt Les Pavillons-sous-Bois niedergelassen hatte. Ihr Vater war Handlungsreisender. Sie war Normalienne, also Absolventin einer École normale supérieure, und wurde um 1918 Lehrerin. Sie besaß das Zertifikat für allgemeine Bildung „Geschichte, Literatur, Englisch“ und war von der Universität Cambridge zertifiziert. Even heiratete am 28. Dezember 1925 Roger Hagnauer, auch Pingouin (Pinguin) genannt, der selbst Lehrer, humanistischer Aktivist und antistalinistischer Kommunist war. Sie wurde Professorin für Englisch an der École supérieure de commerce in Paris.

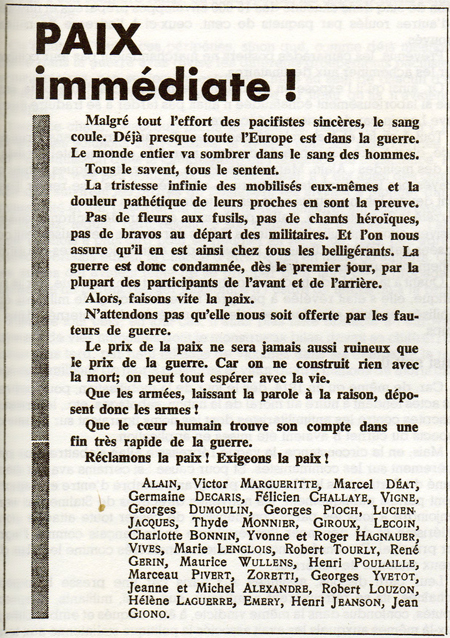
Paix immediate

Als Feministin und Gewerkschafterin engagierte sie sich in der nationalen Lehrergewerkschaft (Syndicat national des instituteurs SNI, Mitglied der französischen Gewerkschaft CGT). Sie war an der Gründung der Centres d’entrainement aux méthodes de pédagogie active (Zentren für die Ausbildung in aktiven pädagogischen Methoden) beteiligt (die nach 1945 zu den CEMEA (Centres d’entrainement aux méthodes de pédagogie active) wurden). Sie war eine der Organisatorinnen des Internationalen Kongresses für Bildung im Jahr 1937. Als Mitbegründerin der Ligue des femmes pour la Paix (Frauenliga für den Frieden) im September 1938 unterzeichnete sie 1939 das Manifest für den Frieden von Louis Lecoin und wurde daraufhin aus dem öffentlichen Schuldienst entlassen.
Sie leitete die Kolonie in Charny und gründete 1941 zusammen mit ihrem Ehemann das Kinderheim in Sèvres (Maison de Sèvres). Das erste Ziel des Heims war es, Waisenkinder aufzunehmen, christliche oder jüdische Kinder oder Kinder, die von ihren Familien aufgrund der zahlreichen Schäden des Zweiten Weltkriegs verlassen worden waren. Nach und nach wurden Yvonne Hagnauer auch viele jüdische Kinder anvertraut, um sie nach der Massendeportation zu schützen.
Ein Aspekt der dort praktizierten Pädagogik bestand darin, den Kindern schon in jungen Jahren Verantwortung zu übertragen, um ihnen den Wert der Arbeit beizubringen. Ganz allgemein zielte die auf Ovide Decroly basierende Pädagogik darauf ab, das Interesse des Kindes, die Verantwortung, die Kreativität sowie das Verständnis für die Notwendigkeit der Anstrengung zu wecken.
Yvonne Hagnauer gewährte auch jüdischen Erwachsenen Asyl, indem sie ihnen unter falschem Namen Arbeitsplätze verschaffte (Lehrer, Berater, Arbeiter), wie es auch für den späteren Marcel Marceau der Fall war. Das Maison bestand bis 1958; danach wurde eine neue Schule unter der Leitung von Yvonne Hagnauer bis 1970 weitergeführt. Als Mitglied eines Widerstandsnetzwerks wurde sie am 10. September 1974 als „Gerechte unter den Völkern“ ausgezeichnet.

## Ehrungen
- Am 4. Juni 2006 wurde in der Rue Croix-Bosset 14 in Sèvres eine Tafel mit folgendem Text angebracht:[A 2]

„Hier haben während der Nazi-Besatzung zwei Lehrer, Yvonne und Roger Hagnauer, zahlreiche aufgrund ihrer Nationalität oder Religion verfolgte Erwachsene und Kinder versteckt und sie so vor Verhaftung, Deportation und Tod bewahrt.“

- Yvonne Hagnauer wurde als Ritter der Ehrenlegion ausgezeichnet.[10]
- Der Dokumentarfilm Pingouin et Goéland et leurs 500 petits (Pinguin und Möwe und ihre 500 Jungen)[11] von Michel Leclerc[12] schildert die Geschichte des Maison in Sèvres, in dem auch die Eltern Leclercs überlebt haben.[13][14][15]

## Werke
Eine ausführliche Aufstellung ist unter Textes d’Yvonne Hagnauer (Goëland) et participation à des rencontres pédagogiques zu finden.
Zu nennen wäre daneben Yvonne Hagnauer: Pédagogie clandestine pour une école ouverte histoire de la Maison d’enfants de Sèvres. Association Les enfants de Goéland et Pingouin, une école contre le destin, 2015, ISBN 978-2-7466-7989-4.